# Rhionaeschna manni
Rhionaeschna manni – gatunek ważki z rodziny żagnicowatych (Aeshnidae). Występuje na terenie Ameryki Środkowej.